# Lenka Ilavská
Lenka Ilavská (* 5. Mai 1972 in Liptovský Mikuláš) ist eine ehemalige slowakische Radrennfahrerin.
Lenka Ilavská war in den 1990er Jahren eine der stärksten Radsportlerinnen der Slowakei. Sie gewann 1992 die erste Austragung des baskischen Etappenrennens Emakumeen Bira. 1993 war ihr erfolgreichstes Jahr, in dem sie sowohl den Giro d’Italia Femminile wie auch die Thüringen-Rundfahrt gewann. 1996 belegte sie bei der Eukumannen Bira den zweiten Platz.
1996 nahm Lenka Ilavská an den Olympischen Spielen in Atlanta im Straßenrennen, Einzelzeitfahren sowie im Mountainbike-Rennen teil, konnte aber keinen vorderen Platz belegen. Im Laufe ihrer Karriere startete sie bei sieben Straßen-Weltmeisterschaften. Auch nahm sie an Duathlon- und Triathlonwettbewerben teil.
2002 bestritt Ilavská ihre letzten Rennen. Heute (2017) ist sie als Trainerin tätig.

## Erfolge
1992
- Gesamtwertung Emakumeen Bira

1993
- Gesamtwertung Giro d’Italia Femminile
- Gesamtwertung Thüringen-Rundfahrt

1994
- eine Etappe Giro d’Italia Femminile

1995
- Gesamtwertung Tour de Feminin – Krásná Lípa

1998
- Slowakische Meisterin – Straßenrennen, Einzelzeitfahren

1999
- Slowakische Meisterin – Straßenrennen